# Яструбнянська сільська рада
Яструбнянська сільська рада — колишня адміністративно-територіальна одиниця та орган місцевого самоврядування у Бишівському і Брусилівському районах Київської округи, Київської та Житомирської областей Української РСР з адміністративним центром у селі Яструбна.

## Населені пункти
Сільській раді на час ліквідації були підпорядковані населені пункти:
- с. Яструбна.

## Населення
Відповідно до перепису населення СРСР, станом на 17 грудня 1926 року, чисельність населення ради становила 657 осіб, з них, за статтю: чоловіків — 341, жінок — 316, етнічний склад: українців — 654, росіян — 3. Кількість господарств — 150, з них несільського типу — 2.

## Історія та адміністративний устрій
Створена 1923 року в с. Яструбна Бишівської волості Київського повіту Київської губернії. 7 березня 1923 року включена до складу новоутвореного Бишівського району Київської округи. Станом на 17 грудня 1926 року в підпорядкуванні значилися хутори Бандурівка, Клин та Кулишівка. 5 лютого 1931 року, внаслідок ліквідації Бишівського району, сільська рада увійшла до складу Брусилівського району Української СРР.
Станом на 1 вересня 1946 року сільська рада входила до складу Брусилівського району Житомирської області, на обліку в раді перебувало с. Яструбня.
Ліквідована 11 серпня 1954 року, відповідно до указу Президії Верховної ради Української РСР «Про укрупнення сільських рад по Житомирській області», територію ради та с. Яструбня приєднано до складу Яструбеньківської сільської ради Брусилівського району Житомирської області.